# Tornskader
Tornskader (latin: Laniidae) er en familie af rovfuglelignende spurvefugle. De fleste af de 33 arter yngler i Afrika, Europa og Asien, mens kun enkelte yngler i Nordamerika og Australien. De lever af insekter, mus og andre mindre dyr. Tornskader findes eksempelvis i rydninger i skove eller lignende åbne steder med spredt træ- og buskvegetation.
Tornskader har et stærkt næb med en nedadbøjet og kroget overdel. I lighed med andre fuglegrupper, der fanger insekter i luften, har også tornskaderne børster over mundvigen. Navnet tornskade stammer fra, at fuglene ofte sætter deres bytte på torne. Dette gøres både for lettere at kunne hakke lunser af byttet og for at kunne gemme det til senere. De fleste arter i familien tilhører slægten Lanius, der på latin betyder 'slagter', hvilket hentyder til deres ophængte bytte på torne.

## Tornskader i Danmark
I Danmark kendes især stor tornskade som en relativt sjælden ynglefugl, samt rødrygget tornskade, en mindre fugl, som er mere udbredt, primært i de østlige dele af landet (Østjylland og Øerne).
Følgende tornskader er truffet i Danmark.
- Rødrygget tornskade, Lanius collurio
- Stor tornskade, Lanius excubitor
- Rosenbrystet tornskade, Lanius minor
- Sydlig stor tornskade, Lanius meridionalis
- Rødhovedet tornskade, Lanius senator
- Brun tornskade, Lanius cristatus
- Isabellatornskade, Lanius isabellinus
- Langhalet tornskade, Lanius schach

Rosenbrystet og sydlig stor tornskade ses næsten årligt med enkelte individer, mens de tre sidstnævnte kun er truffet en enkelt gang hver.

## Klassifikation
Familie: Tornskader Laniidae
- Slægt: Lanius
  - Tigertornskade, Lanius tigrinus
  - Bøffelhovedet tornskade, Lanius bucephalus
  - Rødrygget tornskade Lanius collurio
  - Isabellatornskade Lanius isabellinus
  - Brun tornskade, Lanius cristatus
  - Turkestantornskade, Lanius phoenicuroides
  - Burmatornskade, Lanius collurioides
  - Savannetornskade, Lanius gubernator
  - Miombotornskade, Lanius souzae
  - Brunrygget tornskade, Lanius vittatus
  - Langhalet tornskade, Lanius schach
  - Grårygget tornskade, Lanius tephronotus
  - Filippinsk tornskade, Lanius validirostris
  - Rosenbrystet tornskade, Lanius minor
  - Amerikansk tornskade, Lanius ludovicianus
  - Stor tornskade Lanius excubitor
  - Sydlig stor tornskade Lanius meridionalis
  - Steppetornskade, Lanius pallidirostris
  - Grå tornskade, Lanius sphenocercus
  - Saheltornskade, Lanius excubitoroides
  - Kenyatornskade, Lanius cabanisi
  - Taitatornskade, Lanius dorsalis
  - Somalitornskade, Lanius somalicus
  - Sortvinget fiskal, Lanius mackinnoni
  - Sortrygget tornskade, Lanius collaris
  - São Tomé-tornskade, Lanius newtoni
  - Uhehetornskade, Lanius marwitzi
  - Rødhovedet tornskade, Lanius senator
  - Masketornskade, Lanius nubicus
- Slægt: Corvinella
  - Gulnæbbet tornskade, Corvinella corvina
- Slægt: Urolestes
  - Broget tornskade, Urolestes melanoleucus
- Slægt: Eurocephalus
  - Hvidgumpet tornskade, Eurocephalus rueppelli
  - Hvidkronet tornskade, Eurocephalus anguitimens